# Linaria capraria
Linaria capraria är en grobladsväxtart som beskrevs av Giuseppe Giacinto Moris och De Not.. Linaria capraria ingår i släktet sporrar, och familjen grobladsväxter. Inga underarter finns listade i Catalogue of Life.